# Kowloon Nine Heads Rodeo Show
Kowloon -Nine Heads Rodeo Show- (九龍-Nine Heads Rodeo Show-) - является пятым синглом японской группы Alice Nine, выпущенный 25 января 2006 года. Сингл был выпущен в двух изданиях: ограниченное издание включает в себя DVD с клипом на песню - "Kowloon -Nine Heads Rodeo Show-", а обычное издание включает в себя только CD имея при этом дополнительную композицию.
Также песня - "Kowloon -Nine Heads Rodeo Show-" был выпущен вместе с дебютным альбомом Zekkeishoku. Эта песня является самой популярной на концертных выступлениях - её сыграли на всех концертах в поддержку альбома Zekkeishoku.

## Список композиций

### Ограниченное издание (CD и DVD)
1. "Kowloon -Nine Heads Rodeo Show-" (九龍-Nine Heads Rodeo Show-)
2. "Red Carpet Going On"

- "Kowloon -Nine Heads Rodeo Show-" клип (九龍-Nine Heads Rodeo Show-)

### Обычное издание (только CD)
1. "Kowloon -Nine Heads Rodeo Show-" (九龍-Nine Heads Rodeo Show-)
2. "Red Carpet Going On"
3. "Senjō ni Hanataba wo" (戦場に花束を; На поле боя с букетом)